# Escudo de Tamaulipas
El Escudo de Armas del Estado Libre y Soberano de Tamaulipas es el escudo del estado mexicano de Tamaulipas. Se compone de cuatro secciones enmarcadas en un pergamino amarillo.

## Descripción[1]
El Escudo de Tamaulipas se compone de cuatro secciones enmarcadas en un pergamino amarillo oro con la inscripción 1824-2024 en su parte superior, así como ESTADO DE TAMAULIPAS en la parte inferior, ambos en color rojo, y al centro con las características de diseño del Escudo que al presente ordenamiento se anexa y que al quedar de frente se describe como a continuación se especifica:
- En la primera sección, correspondiente a la parte superior izquierda y en fondo azul, aparecen dispuestas en el siguiente orden: una planta de maíz con una mazorca amarilla, una espiga de sorgo rojo, una de agave y una de caña, todas en color verde como símbolo de las fuentes principales que han dado auge al desarrollo agrícola de Tamaulipas.
- En la segunda sección, correspondiente a la parte superior central, aparece el Escudo de Armas de don José de Escandón y Helguera, Conde de Sierra Gorda, como testimonio de reconocimiento por su obra social, humanitaria y civilizadora, para lo cual se identificará solamente el escudo condal con una cruz dorada, suprimiéndose los soportes, el timbrado y la corona, para representarse con base en la siguiente descripción:

- - En la parte superior izquierda aparece una torre azul en fondo rojo.
  - En la parte superior derecha un águila café con entorno dorada en fondo azul.
  - En la parte inferior izquierda un caldero dorado con una bandera del mismo color en fondo azul.
  - En la parte inferior derecha una torre azul en fondo rojo.

- En la tercera sección, correspondiente a la parte superior derecha, en fondo rojo aparecen de arriba hacia abajo un toro de raza cebú en color café obscuro, un venado cola blanca color café claro, y una cabra toggenburg color beige con blanco, señalándose con ello la producción pecuaria y la vida silvestre de Tamaulipas.

- En la cuarta sección, correspondiente a la parte inferior, en fondo azul cielo se presenta arriba y al centro el Cerro del Bernal en color café, mostrando en la parte superior del mismo y por el lado derecho una nube blanca en formación cúmulos y una más del mismo tipo y color por su lado izquierdo, y en su parte inferior dos turbinas eólicas en color blanco por su lado izquierdo, así como dos torres eléctricas de alta tensión grises en su lado derecho. En la parte inferior izquierda, se presenta un barco camaronero blanco con rojo, un buque portacontenedor cargado en color azul con contenedores amarillos, rojos, naranjas y celestes, y un pez verde saliendo de un mar azul, con lo que se identifica la explotación e industria pesquera de Tamaulipas. En la parte inferior y al centro se presenta un tractor rojo en un campo beige cultivando la tierra y a los costados del camino plantas sembradas en color verde, como testimonio de desarrollo a través de la mecanización del campo. En la parte inferior derecha en fondo verde se presenta una torre petrolera de color negro y un depósito de petróleo blanco, significando el potencial de hidrocarburos y la capacidad técnica para su refinación, así como una maquiladora gris con rojo.

## Historia
Este escudo fue creado entre octubre de 1749 y julio de 1751, el cual se encuentra custodiado en sus flancos por dos indígenas que sirven de soporte, al centro de los naturales se encuentra el escudo cuartelado. Primero de plata, águila explayada de sable. Segundo de gules, castillo de plata. Tercero de sínople, castillo de plata. Cuarto de sur, caldera de oro con una banda de gules. Entre el primero y segundo cuartel cruz de oro. El escudo se encuentra timbrado con corona condal. 
El lema del escudo dice: “Aunque rústicos, estas armas cuya luz ha venido de esta cruz y son de linaje y casa de Escandón”.
El escudo se realizó pensando por una parte en plasmar la historia del estado, razón por la cual se incluyó el escudo de armas de Don José de Escandón y Helguera, como testimonio a su labor comunitaria y civilizadora y por otra, representar la abundancia y riqueza, tanto ganadera, agrícola e industrial.

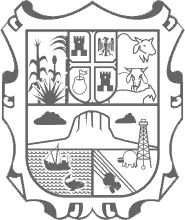
Escudo de armas de 1979.

Escudo de armas utilizado desde 2012 hasta 2024.[2]